# Surin, Deux-Sèvres

Surin este o comună în departamentul Deux-Sèvres, Franța. În 2009 avea o populație de 603 de locuitori.